# Тауер Сити (Северна Дакота)
Тауер Сити (енгл. Tower City) град је у америчкој савезној држави Северна Дакота.

## Демографија
По попису из 2010. године број становника је 253, што је 1 (0,4%) становника више него 2000. године.
| Група             | 2000.       | 2010.       |
| Белци             | 249 (98,8%) | 247 (97,6%) |
| Афроамериканци    | 0 (0,0%)    | 0 (0,0%)    |
| Азијати           | 0 (0,0%)    | 0 (0,0%)    |
| Хиспаноамериканци | 0 (0,0%)    | 0 (0,0%)    |
| Укупно            | 252         | 253         |